# Харбург (Гамбург)
Ха́рбург (нем. Hárburg) — один из 7 районов города Гамбург, расположенный на южном берегу реки Эльбы. Район составляет 21% от всего Гамбурга. Также в этом районе находится историческая часть города и порт с таким же названием. Население района — 200 322 жителя (2005). В Харбурге расположены Гамбургский технический университет, археологическая коллекция музея «Helms-Museum». 
Район богат промышленными предприятиями, среди которых фирма «Beiersdorf AG» и завод «Harburg-Freudenberger» (оборудование для производства резины), ранее принадлежавший концерну «Thyssen Krupp». В Харбурге также располагается НПЗ масляного профиля компании Nynas GmbH & Co.

## Административное деление района
Район подразделяется на 17 частей (Stadtteile):
- Альтенвердер (нем.  Altenwerder)
- Кранц (Cranz)
- Айсендорф (Eißendorf)
- Франкоп (Francop)
- Гут Мор (Gut Moor)
- Харбург (Harburg)
- Хаусбрух (Hausbruch)
- Хаймфельд (Heimfeld)
- Лангенбек (Langenbek)
- Мармсторф (Marmstorf)
- Морбург (Moorburg)
- Нойенфельде (Neuenfelde)

17 городских частей в районе Харбург

- Нойграбен-Фишбек (Neugraben-Fischbek)

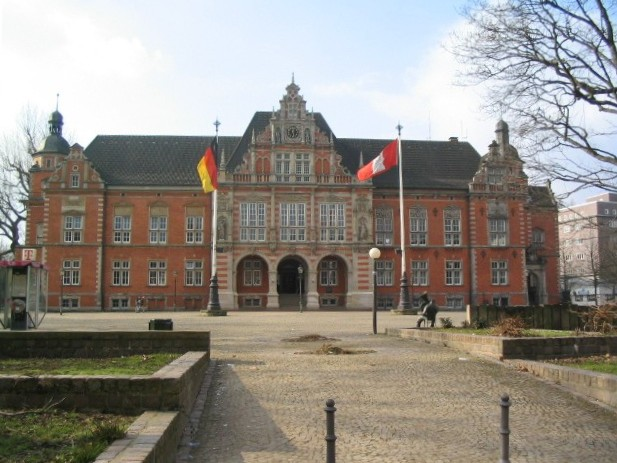
Ратуша в Харбурге

- Нойланд (Neuland)
- Рённебург (Rönneburg)
- Зинсторф (Sinstorf)
- Вильсторф (Wilstorf)